# Gandang Gabi, Vice!
Gandang Gabi, Vice! é um talk show filipino exibida originalmente pela ABS-CBN, apresentado por Vice Ganda. O programa estreou em 22 de maio de 2011 e vai ao ar todos os domingos às 21:15 (PST).
O show terminou em 8 de março de 2020.